# William Vernon
Sir William Vernon of Hadden (* 1416; † 1467) war ein englischer Ritter.

## Leben
Sir William war der Sohn und Erbe von Sir Richard Vernon (1390–1451), Gutsherr von Haddon in Derbyshire und Harlaston in Staffordshire.
Er war in den Jahren 1442, 1449, 1450, 1451 und 1467 als Knight of the Shire Abgeordneter im englischen Parlament für die Grafschaft Derbyshire. Sir William wurde 1451 zum Stellvertreter von John Sutton, 1. Baron Dudley ernannt, während dieser in Frankreich kämpfte, und erhielt im selben Jahr die Ernennung zum Treasurer of Calais. Dieses Amt behielt Sir William bis 1460. Vernon erhielt zudem auf Lebenszeit das Amt des Knight-Constable of England verliehen und für die Grafschaft Staffordshire war Sir William 1455 Knight of the Shire.
Im Mai 1450 wurde Sir William laut einer Quelle auf Lebenszeit zum Sheriff of Pembroke, Tenby Castle und Master Forester of Coedrath ernannt. Eine andere Quelle sagt aber, dass sein Bruder, John Vernon, diese Ämter bekam.
Seit Ende der 1440er Jahre lag Sir William mit John Gresley in Fehde und wurde Mitte der 1450er Jahre auch des Mordes an einem Diener der Gresleys beschuldigt und mit einer Zahlung von 20 Mark an die Witwe belegt.
Im Hadden Hall, dem Stammsitz der Familie, ließ Sir William etliche Umbauten machen, so zum Beispiel geht der Glockenturm der Kapelle auf ihn zurück.
Während der Rosenkriege kämpfte Sir William für Heinrich VI. und das Haus Lancaster bei der Schlacht von Blore Heath (1459), bei der Zweiten Schlacht von St Albans (1461) und in Towton (1461).
Sir William starb 1467 und hat seine letzte Ruhestätte in der Kirche St. Bartolomäus in Tong, Shropshire.

## Ehe und Nachkommen
Sir William war verheiratet mit Margaret, Tochter des William Swynfen. Das Paar hatte mindestens einen Sohn:
- Sir Henry[2][3][4]